# Associação Desportiva do Fundão
Actualités
L'AD Fundão est une équipe de football en salle fondé en 1955 et basé à Fundão.

## Palmarès
- Championnat du Portugal de futsal
  - Vice-champion : 2014
  - Troisième : 2011, 2013, 2015, 2021 et 2022

- Coupe du Portugal de futsal
  - Vainqueur : 2014
  - Finaliste : 2015

- Coupe de la ligue du Portugal de futsal
  - Finaliste : 2016 et 2017

- Supercoupe du Portugal de futsal
  - Finaliste : 2014 et 2015